# کاترینا زاواتسکا
کاترینا زاواتسکا (اوکراینی: Катаріна Віталіївна Завацька؛ زادهٔ ۵ فوریهٔ ۲۰۰۰) تنیس‌باز اهل اوکراین است.